# Vozovna Medlánky
Vozovna Medlánky (do roku 1996 vozovna Královo Pole) je tramvajová, autobusová a bývalá trolejbusová vozovna Dopravního podniku města Brna (DPMB), která se nachází v Medlánkách v Brně. Napojena je manipulačními spojkami na tratě do Řečkovic a do Technologického parku. Zprovozněna byla roku 1958 a součástí jejího areálu jsou také ústřední dílny DPMB.

## Historie

### Výstavba
Již na přelomu 30. a 40. let 20. století přestaly kapacity tramvajových vozoven v Brně postačovat. V souvislosti s projektem odbočné trati k novému nádraží v Králově Poli počítal plán z roku 1940 s výstavbou nové královopolské vozovny poblíž konečné zastávky u nového nádraží nedaleko Ponávky, která měla nahradit malou a nevyhovující vozovnu Královo Pole umístěnou nedaleko Semilassa. Ke stavbě této trati došlo až v roce 1952, ovšem bez tramvajové remízy. Roku 1953 byl ukončen provoz vozovny Královo Pole u Semilassa, jejíž budova byla posléze přestavěna na měnírnu. Místo ní byla ještě toho roku na severním okraji královopolského katastru, u ulice Jabloňové (dnešní Hudcovy), zahájena výstavba areálu nové vozovny Královo Pole, nynější vozovny Medlánky.
Nová vozovna byla koncipována jako kombinovaná. Většina stavby byla určena pro tramvaje (15 kolejí, převážně průjezdných, pro 150 vozů), menší část budovy využívaly zpočátku trolejbusy (dvě severní lodě pro 70 vozů se čtyřmi vjezdy, navazujícími na trolejbusovou smyčku v zadní části areálu). Kolem celé vozovny byla vedena jedna objízdná tramvajová kolej, u výjezdu z areálu se nacházela také malá tramvajová smyčka. Na brněnskou tramvajovou síť byla vozovna napojena přibližně 200 m dlouhou dráhou, vedenou po Hudcově ulici na trať do Řečkovic. Nejbližší trolejbusová linka končila ve vzdálenější smyčce, umístěné v královopolské ulici Vodově, takže mezi touto zastávkou a vozovnou musela být postavena manipulační trať o délce asi 1,8 km, vedená ulicemi Berkovou, Bulharskou, Havlišovou, Kamanovou, Kubešovou (obě nyní Palackého) a Jabloňovou (nyní Hudcovou).
Pozemky nové vozovny původně patřily ke katastrálnímu území Královo Pole, a proto se i tato vozovna po několik desetiletí nazývala vozovna Královo Pole. Ve druhé polovině 60. let 20. století byly parcely převedeny do katastru Medlánek, nicméně k přejmenování na vozovnu Medlánky došlo až v červenci 1996.

### Provoz vozovny

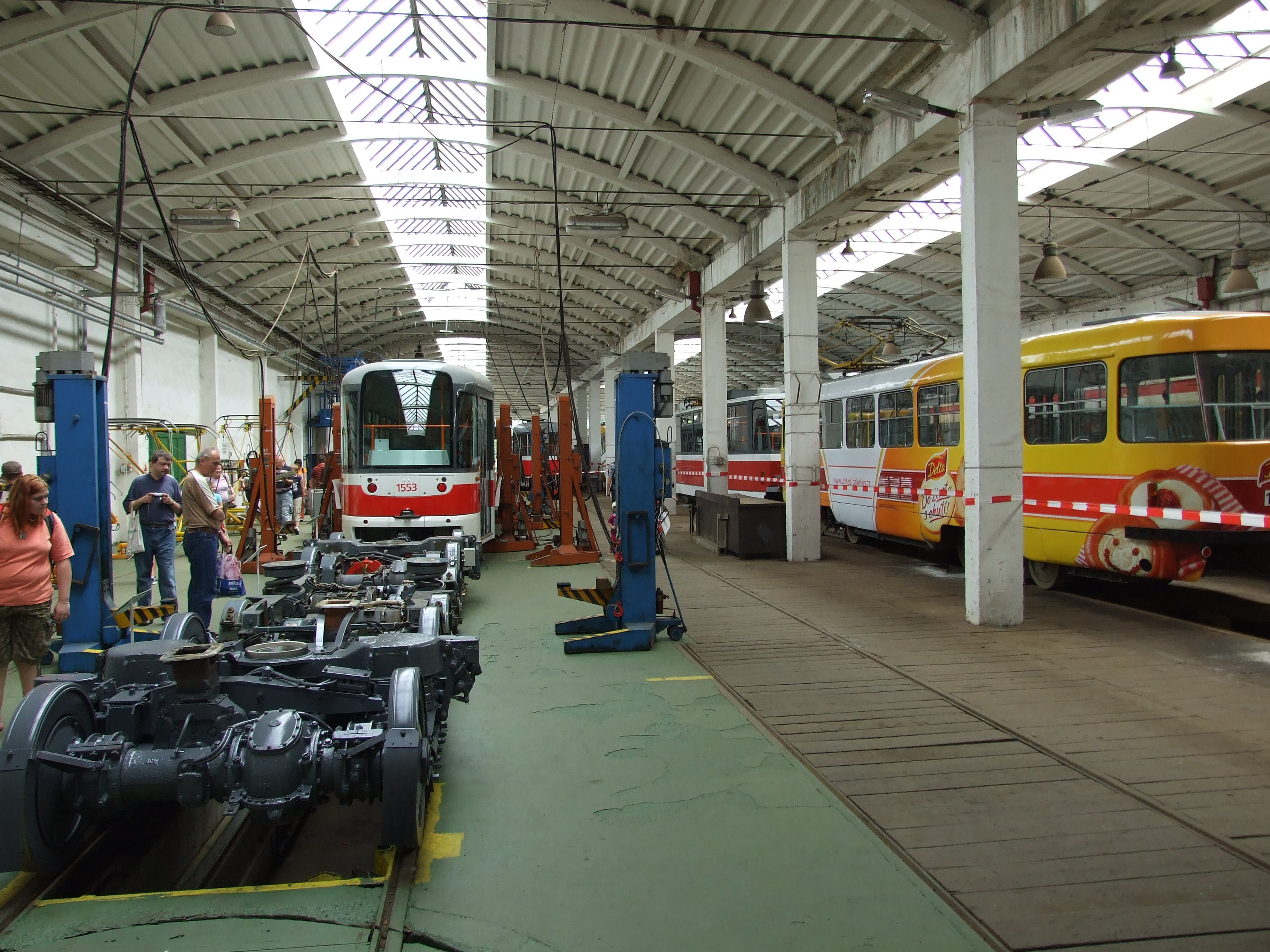
Tramvaje a příslušenství v medlánecké vozovně

Ačkoliv k oficiálnímu otevření královopolské vozovny došlo 1. srpna 1959, využívána byla již od předchozího roku. Na jaře 1958 byly do Brna dodány první tramvaje koncepce PCC typu Tatra T2, které byly dočasně umístěny ve vozovně Pisárky. Ovšem zanedlouho, ještě během jara toho roku, byly přesunuty do nového areálu v Králově Poli. V dalších letech byly všechny ostatní vozy T2 deponovány právě zde, od roku 1963 byly doplněny částí nově dodávaných tramvají Tatra T3. Do Králova Pole byly rovněž převedeny některé starší dvounápravové tramvaje, které ovšem byly v roce 1964 přesunuty do ostatních vozoven. V letech 1971–1974 byly z Králova Pole vypravovány také vozy 4MT. V první polovině 70. let 20. století byla postavena nová tramvajová hala s 12 kolejemi, která tvoří západní rozšíření původní budovy. Od roku 1978 byly tramvajové vozy rozděleny do brněnských vozoven podle typů, takže v Králově Poli se nacházely všechny tramvaje T2 a T3 (a od roku 1986 také Tatra KT8D5), zatímco v pisárecké vozovně byly umístěny článkové vozy Tatra K2. Tento systém se změnil až v roce 1989.

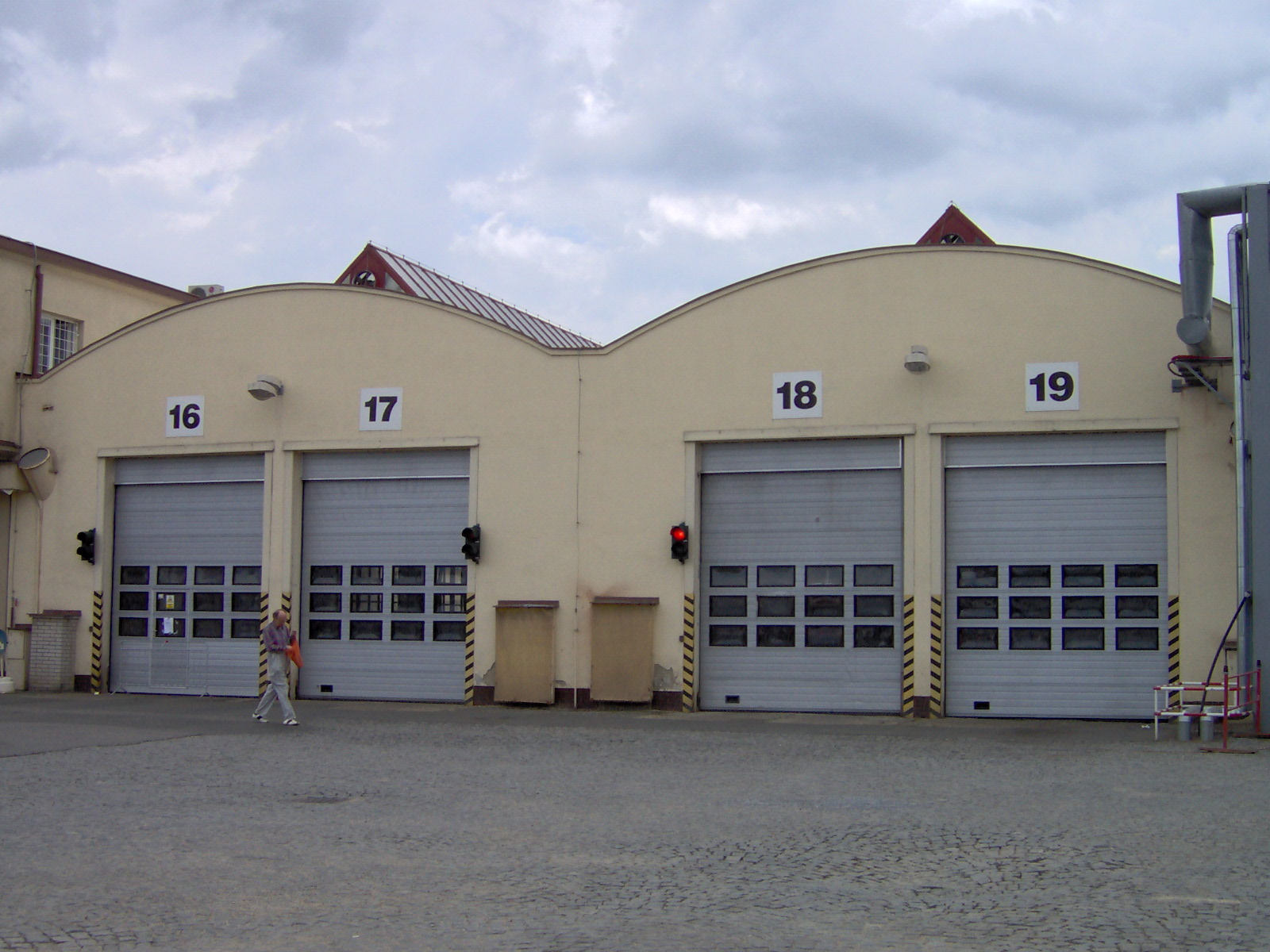
Výjezdy z autobusové (původně trolejbusové) části vozovny

Severní část nové královopolské vozovny byla určena pro trolejbusy, z nichž první se zde objevily v srpnu 1958. Z husovické vozovny sem byly převedeny všechny vozy Škoda 7Tr a některé trolejbusy Škoda 8Tr, které pak zajišťovaly dopravu na lince z centra města do Králova Pole. Z části byly využívány také na šlapanické lince, kterou královopolská vozovna obsluhovala společně s husovickou vozovnou. Roku 1961 byla královopolská trolejbusová trať přeložena do smyčky Srbská, takže manipulační dráha do vozovny byla zkrácena na přibližně 1,3 km a vedla od té doby ulicemi Boženy Němcové, Kamanovou, Kubešovou (obě nyní Palackého) a Jabloňovou (nyní Hudcovou). Kvůli úvahám o rušení trolejbusů v Brně ale byla všechna vozidla roku 1964 převedena zpět do Husovic a v královopolském areálu se místo nich objevily autobusy, které odtud poprvé vyjely na linky 1. listopadu 1964. Vozy sem byly předisponovány z garáží v Grmelově ulici. V areálu vozovny Královo Pole byly postupně vybudovány objekty potřebné pro autobusy (1965 – naftová čerpací stanice, 1970 – odstavná plocha a samostatný výjezd pro autobusy do Jabloňové (nyní Hudcovy) ulice, 1972 – prohlížecí kanály, 1974 – mycí linka atd.). V roce 2006 byla v areálu vozovny zprovozněna hala denního ošetření vozidel s mycí linkou, která je určena pro autobusy i tramvaje. Od května 2008 je areál vozovny napojen díky asi 350 metrů dlouhé tramvajové manipulační trati také na trať vedoucí do smyčky Technologický park. V roce 2011 bylo vybudováno zastřešení části odstavné plochy pro autobusy.
Díky manipulačním tratím, kterými je areál spojen s tratěmi do Řečkovic a do Technologického parku, tvoří vozovna kolejové propojení dvou tramvajových radiál. Této skutečnosti je příležitostně využíváno při mimořádnostech v provozu či krátkodobých výlukách, kdy jsou přes areál vozovny vedeny odkloněné pravidelné linky s cestujícími. K obdobnému řešení došlo v případě dlouhodobé (tříměsíční) výluky při rekonstrukci Kounicovy ulice v roce 2025.

### Ústřední dílny

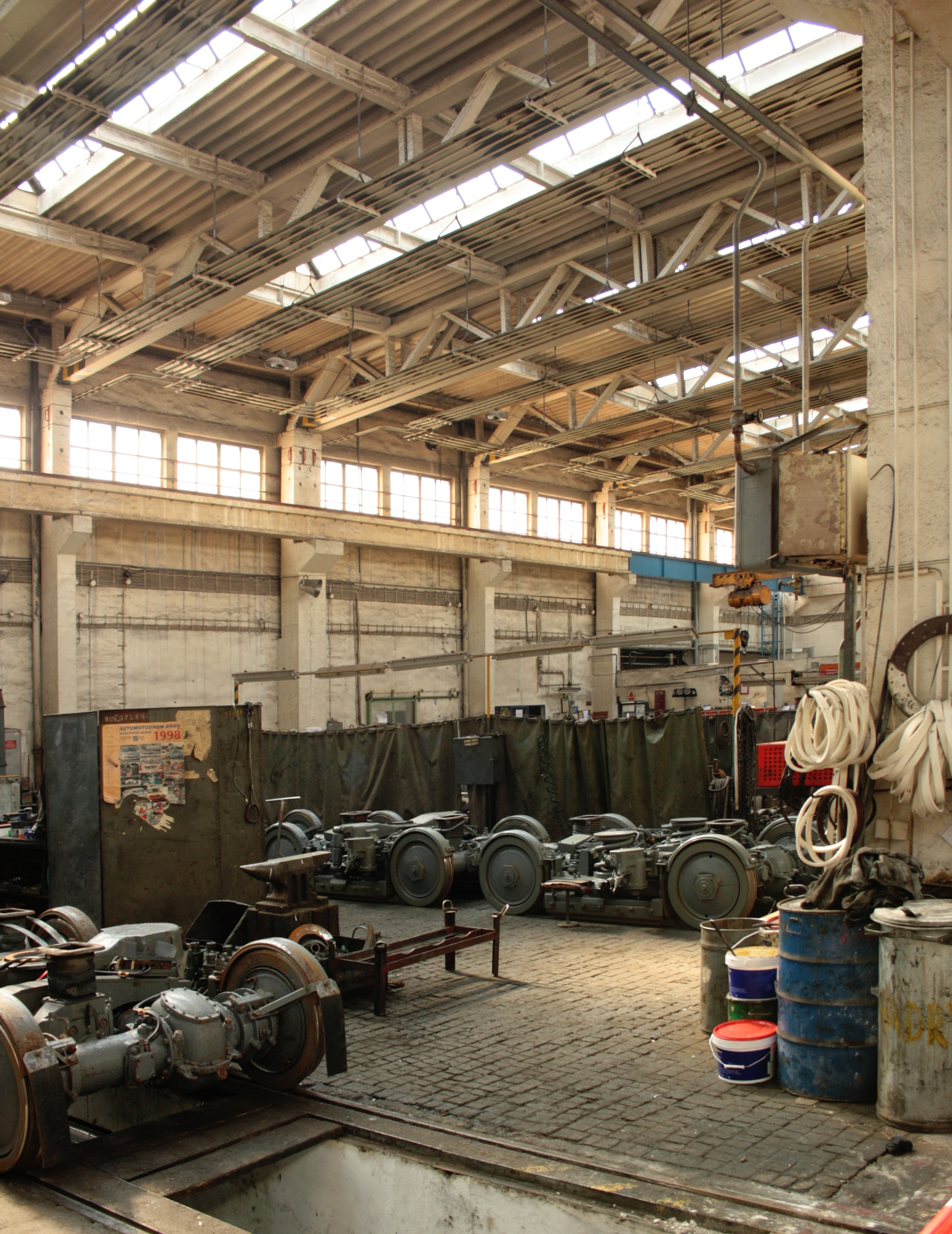
Tramvajové podvozky v ústředních dílnách

V areálu medlánecké vozovny se také nacházejí ústřední dílny Dopravního podniku města Brna. Ty byly původně umístěny v pisárecké vozovně, kde ovšem již nevyhovovaly nárokům tramvají koncepce PCC. Proto došlo v roce 1962 k zahájení stavby budovy nových dílen na západním okraji královopolské vozovny. Otevřeny byly roku 1965 a zpočátku prováděly opravy tramvají, autobusů i trolejbusů (trolejbusová manipulační trať z Králova Pole zůstala zachována i po zrušení trolejbusové vozovny). V roce 1972 byla opravárenská základna pro trolejbusy umístěna do vozovně Husovice, takže manipulační trať z ulice Srbské do vozovny Královo Pole byla snesena. Autobusy byly od roku 1980 opravovány v dílnách v Grmelově ulici (areál bývalých garáží), takže od té doby ústřední dílny sloužily pouze tramvajím.
V lednu 2009 byla v areálu ústředních dílen zprovozněna nová lakovna, kterou mohou využívat tramvaje, autobusy i trolejbusy.

## Deponovaná vozidla
V říjnu 2021 bylo ve vozovně Medlánky deponováno 268 vozů určených pro osobní dopravu, z tohoto počtu bylo 130 tramvají, 132 autobusů a 5 osobních aut. Jednalo se o tramvaje typů Tatra T3R.EV (4 vozy), Tatra T3R (1 vůz), Tatra K3R-N (4 vozy), Tatra KT8D5R.N2 (30 vozů), Tatra KT8D5N (7 vozů), Tatra T6A5 (20 vozů), Škoda 13T (49 vozů) a EVO2 (15 vozů). Z autobusů to byly typy Karosa B 961E (3 vozy), Irisbus Crossway LE 12M (17 vozů), SKD Stratos LF 38 D (8 vozů), Dekstra LF 38 (10 vozů), Solaris Urbino 18 (55 vozů), Iveco Urbanway 12M (14 vozů), Iveco Crossway LE LINE 12M (5 vozů) a SOR NS 12 (20 vozů). Pro službu Seniorbus byly určeny 3 vozy Fiat Doblò a 2 vozy Fiat Ducato.
Ve vozovně Medlánky se nachází také retro tramvaje a retro autobusy DPMB a některé historické tramvaje Technického muzea v Brně.